# Atena Farghadani
Atena Farghadani, née le 29 janvier 1987 à Téhéran, est une artiste et une militante iranienne, considérée comme prisonnière d'opinion par Amnesty International.

## Biographie
Étudiante en Arts à l'université Al-Zahra de Téhéran, elle est arrêtée une première fois en août 2014 et maintenue en isolement pendant deux semaines. Relâchée sous caution, elle dénonce ses conditions d'incarcération dans une vidéo et est à nouveau emprisonnée en janvier 2015. Trois semaines plus tard, elle commence une grève de la faim et est hospitalisée après avoir subi un arrêt cardiaque.
Elle est accusée notamment de propagande contre le régime, d'activités contre la sécurité nationale, de collusion avec des éléments contre-révolutionnaires, d'insulte à des membres du Parlement et d'insulte au Guide suprême. 
Ces accusations sont directement liées à son exposition Parandegan-e Khak (« Oiseaux de la Terre »), tenue en hommage aux victimes de la répression du soulèvement postélectoral de 2009, et à la publication d'une caricature représentant des députés iraniens sous l'apparence d'animaux. Ce dessin visait à dénoncer deux projets de loi pénalisant la contraception et la stérilisation volontaire, et renforçant les droits du mari dans les procédures de divorce.

## Procès
Son procès débute le 19 mai 2015 et s'achève le 28 mai avec une condamnation à 12 ans de prison pour « rassemblement et collusion en vue de nuire à la sûreté de l'État », « diffusion de propagande contre le régime », « insulte envers les membres du Parlement par le biais de peintures », «outrage au guide suprême» et outrage envers les fonctionnaires chargés de son interrogatoire, d'après un communiqué d'Amnesty International,.